# 楚肅王
楚肅王（？—前370年），原名熊臧，楚悼王子。楚悼王剛死，舊貴族射殺吳起，吳起跑入靈堂，伏在楚悼王的屍體上，結果貴族殃及楚悼王的屍首。楚肅王繼位後，以傷害悼王屍體罪，收捕作亂貴族七十餘家，並處以三族之刑。楚肅王四年（前377年），蜀伐楚，取茲方（今湖北松滋），楚被迫築扦關（今湖北宜昌市西），进行防御。楚肃王六年（前375年）魏攻楚，战于榆关（今河南中牟西南），韩国乘机而攻灭郑国，并迁都至郑（今河南新郑）。前371年，魏國遣軍攻佔魯陽。楚肃王十一年（前370年）卒，其弟熊良夫继位，是为楚宣王。